# Nikolas Lloyd
Nikolas Lloyd is een Brits youtuber. Lloyd maakt vlogs op zijn YouTubekanaal Lindybeige waarin hij hoofdzakelijk spreekt over krijgswetenschap. Daarnaast is hij de striproman In Search of Hannibal aan het schrijven en is hij co-toneelschrijver van het toneelstuk The Adventures of Stoke Mandeville, Astronaut and Gentleman. In zijn jeugd hield Lloyd zich bezig met het maken van korte films. Prax Warrior leverde hem een trofee op in de Young Film-makers' Competition.

## Biografie
In 1982 won Lloyd de Young Film-makers' Competition van de BBC met zijn vierde film Prax Warrior. Hij was toen 14 jaar oud. De korte film was gemaakt met behulp van stop-motion. De film werd vertoond tijdens de kindertelevisieprogramma's Screen Test en Multicoloured Swap Shop.
Lloyd was gasthoogleraar evolutionary psychology aan de Universiteit van Newcastle. Daar hield hij een website bij op de servers van de universiteit, waarop hij teksten publiceerde over diverse onderwerpen. Een van zijn teksten, met de titel Why vegetarians should be force fed with lard, circuleerde op een datingsite voor vegetariërs en kon rekenen op controverse. De universiteit ontving klachten waarna het account van Lloyd in januari 2006 geblokkeerd werd gedurende een onderzoek naar het eventueel overtreden van de regels. De overtreding werd niet geconstateerd waarna Lloyd's account gedeblokkeerd werd en het artikel bleef staan. Enige maanden later werd Lloyd's account alsnog geblokkeerd en werden zijn teksten verwijderd.